# Zapata: El sueño del héroe
Zapata: El sueño del héroe (ou simplesmente, zapata) é um filme mexicano lançado em 2004. Dirigido por Alfonso Arau, foi protagonizado por Alejandro Fernández, Jaime Camil e Lucero.

## Elenco
- Alejandro Fernández - Emiliano Zapata
- Jesús Ochoa - Victoriano Huerta
- Jaime Camil - Eufémio Zapata
- Lucero - Esperanza
- Patricia Velasquez - Josefa
- Soledad Ruiz - Juana Lucia